# Anais (Charente)
Anais település Franciaországban, Charente megyében. Lakosainak száma 566 fő (2022. január 1.). Anais Brie, Champniers, Jauldes, Tourriers és La Boixe községekkel határos.

## Népesség
A település népességének változása:
| Lakosok száma | 374  | 439  | 466  | 530  | 599  | 590  | 581  | 574  | 563  | 566  |
|               | 1968 | 1982 | 1999 | 2006 | 2011 | 2015 | 2017 | 2018 | 2020 | 2022 |